# Катина Андреева
Катина (Тина) Кузманова Андреева с псевдоним Цвета е българка от Егейска Македония, гръцка комунистическа деятелка и партизанка.

## Биография
Родена е в костурското село Мокрени през 1928 година. Баща ѝ е Кузман Андреев, а прадядо ѝ е войводата от ВМОРО – Никола Андреев. В края на 1930-те години Катина забелязва, че на вратата на местното кметство е закачен позив с текст: 
| „ | Да живее татковината България - да живее Цар Борис III. | “ |

След това 5-6 видни селяни, сред които баща ѝ, са арестувани и измъчвани.
Влиза в състава на ДАГ в началото на 1947 година. Две години по-късно става делегат на Всегръцкия съюз на демократичните жени. Пак през 1949 година участва във втория конгрес на НОФ. Умира на 13 май 1949 година в Нередската планина между селата Неред и Търсие. Поради храбростта си в нейна чест „Цвета“ е наречен партизанският вестник на осемнадесета бригада на ДАГ.